# Бозоба
Бозоба́ (каз. Бозоба) — село у склажі Казталовського району Західноказахстанської області Казахстану. Входить до складу Казталовського сільського округу.
Населення — 112 осіб (2021; 242 у 2009, 270 у 1999, 271 у 1989).